# Ayodele Adeleye
Ayodele 'Dele' Adeleye (Lagos, 25 december 1988) is een Nigeriaanse voetballer die bij voorkeur als verdediger speelt. Hij verruilde in 2015 OFI Kreta voor Aqtöbe FK. Adeleye debuteerde in 2006 in het Nigeriaans voetbalelftal. Zijn bijnaam luidt het scheermes van Lagos. Adeleye zit momenteel zonder club.

## Biografie
Ayodele Adeleye nam in 2005 met het Nigeria U-20 team deel aan het jeugd WK in Nederland. Met goed spel wist Nigeria te winnen van Oekraïne en Nederland en wist de finale te bereiken, waarin verloren werd van Jong-Argentinië. Onder andere Adeleye had daar een groot aandeel in het succes van de Nigerianen. Na afloop van het jeugd WK in 2005 ruimde zelfs Johan Cruijff een plaatsje in voor Adeleye in het elftal van het toernooi. Daarin kwamen tevens topspelers Cesc Fabregas, Lionel Messi en zijn landgenoot Taye Taiwo in voor. Verschillende clubs toonden interesse in de verdediger.
Adeleye trainde op proef bij Feyenoord, maar liet daar na enkele dagen abrupt verstek gaan om zich bij Sparta Rotterdam te melden. De achtergronden van deze overstap zijn niet helemaal duidelijk maar feit is dat Sparta, via een andere zaakwaarnemer dan Feyenoord, ook al interesse voor hem had laten blijken en dat Adeleyes landgenoten Sani Kaita en Bernard Okorowanta al bij Sparta rondliepen.

### Sparta
In de zomer van 2006 tekende Adeleye voor Sparta. Tijdens eerste maanden van die verbintenis was hij nog te jong om speelgerechtigd te zijn. Zijn debuut op de Nederlandse velden vond enkele weken na zijn 18e verjaardag plaats op 10 januari 2007 in een vriendschappelijke wedstrijd van Sparta tegen Germinal Beerschot. Na 1 minuut kreeg hij een gele kaart.
Op 11 februari 2007 speelde hij zijn eerste officiële competitiewedstrijd: Sparta - PSV (1 - 1). Hij oogstte lof, maar kroop ook door het oog van de naald toen een handsbal die hij in de laatste seconden van de wedstrijd in het eigen strafschopgebied maakte, onbestraft bleef.
Toen hij enkele dagen later op eigen initiatief per openbaar vervoer naar Amsterdam reisde om de wedstrijd Jong Ajax - Jong Sparta bij te wonen, prees Jong Sparta-trainer Adri van Tiggelen zijn mentaliteit: "Dat hij een deel van de wedstrijd miste was geen probleem. Het is voor iemand die net hier is niet eenvoudig om van Schiedam naar Amsterdam te reizen." Op 10 mei 2007 maakte Adeleye, in een play-offwedstrijd tegen N.E.C., zijn eerste doelpunt voor Sparta.
In november 2007 was Van Tiggelen, inmiddels hoofdtrainer van Sparta, minder te spreken over de mentaliteit van zijn pupil. Adeleye was inmiddels tegen enkele onnodige rode en gele kaarten aangelopen, trad bij twee wedstrijden aan met verkeerde noppen onder zijn schoenen en bleek ook op andere gebieden eigenzinnig. Van Tiggelen: "Hij is door zijn medespelers niet eenvoudig te coachen. Het is Danny Schenkel, Wouter Gudde en Kim Jaggy niet gelukt en het zal ook Nathan Rutjes waarschijnlijk niet lukken."
Van Tiggelens opvolger, Foeke Booy, noemde kort na zijn aantreden het niet nakomen van afspraken als een van Sparta's belangrijkste problemen. In interviews liet hij doorschemeren dat Adeleye een van de spelers was voor wie deze kritiek in het bijzonder gold. Na enkele wedstrijden werd Adeleye in het basiselftal vervangen door Jerold Promes en was hij zelfs niet meer verzekerd van een plaats op de reservebank.
Op 13 april 2008 moest Booij na lange tijd weer een beroep op Adeleye doen. Tijdens de wedstrijd Sparta - Heerenveen (4-2) waren scouts van diverse grote clubs aanwezig om Adeleyes directe tegenstander, Heerenveen-speler Miralem Sulejmani, te bekijken. Sulejmani kwam door Adeleyes tegenstand echter nauwelijks aan een actie toe en werd in de 70-ste minuut gewisseld. De geruchten dat Adeleye hiermee in de belangstelling van grotere, vooral Engelse, clubs was komen te staan, namen toe.

### Oekraïne
Adeleye verruilde Sparta in 2010 voor Metallurg Donetsk. Hij vertrok transfervrij. In het seizoen 2011/12 kwam hij uit voor Tavrija Simferopol.

### Rusland
Begin 2013 tekende hij voor drie jaar bij Koeban Krasnodar. Daar kwam hij niet aan spelen toen en samen met landgenoot Abdulwaheed Afolabi werd hij naar het tweede team verbannen. In maart lieten beiden hun contract ontbinden. Eind augustus 2013 tekende Adeleye voor drie seizoenen bij Anzji Machatsjkala.

### Griekenland
Eind januari 2014 maakte Adeleye de overstap naar Ergotelis FC in Griekenland. In het seizoen 2014/15 ging Adeleye voor OFI Kreta spelen. Die club kwam in financiële problemen en eind februari 2015 maakte hij de overstap naar FK Aktobe uit Kazachstan.

## Internationaal
Met Nigeria werd Adeleye tweede op het Wereldkampioenschap voetbal onder 20 - 2005. Bij de Olympische Zomerspelen 2008 behaalde hij met het Nigeriaans olympisch voetbalelftal de zilveren medaille. In 2009 debuteerde hij voor het Nigeriaans voetbalelftal en hij maakte deel uit van de selecties voor African Cup of Nations 2010 (derde plaats). Hij nam met zijn vaderland tevens deel aan het WK voetbal 2010 in Zuid-Afrika, waar The Super Eagles onder leiding van de Zweedse bondscoach Lars Lagerbäck voortijdig werden uitgeschakeld in een groep met Argentinië, Griekenland en Zuid-Korea.

## Clubstatistieken
| Seizoen | Club               | Duels | Goals | Competitie     |
| ------- | ------------------ | ----- | ----- | -------------- |
| 2005/06 | Shooting Stars FC  | -     | -     | Premier League |
| 2006/07 | Sparta Rotterdam   | 5     | 0     | Eredivisie     |
| 2007/08 | Sparta Rotterdam   | 22    | 0     | Eredivisie     |
| 2008/09 | Sparta Rotterdam   | 17    | 2     | Eredivisie     |
| 2009/10 | Sparta Rotterdam   | 25    | 1     | Eredivisie     |
| 2010/11 | Metallurg Donetsk  | 26    | 3     | Vysjtsja Liha  |
| 2011/12 | Tavrija Simferopol | 18    | 1     | Vysjtsja Liha  |
| 2012/13 | Tavrija Simferopol | 2     | 0     | Vysjtsja Liha  |
| 2013/14 | Anzji Machatsjkala | 9     | 0     | Premjer-Liga   |
| 2013/14 | Ergotelis FC       | 8     | 0     | Super League   |
| 2014/15 | OFI Kreta          | 14    | 0     | Super League   |
| 2014/15 | Aqtöbe FK          | 2     | 0     | Premjer-Liga   |

- Bijgewerkt 15 maart 2015

## Erelijst
- Finalist Jeugd WK: 2005.
- Olympische Zomerspelen 2008